# Populomyces
Populomyces is een monotypisch geslacht van schimmels uit de familie Calloriaceae. De familie is nog niet eenduidig bepaald (incertae sedis). Het bevat alleen Populomyces zwinianus.